# Ready to Die
Ready to Die (englisch für: Bereit zu sterben) ist das Debütalbum des US-amerikanischen Hardcore-Rappers The Notorious B.I.G. Es erschien am 13. September 1994 über das Label Bad Boy Records. In den Vereinigten Staaten von Amerika wurde der Tonträger mit sechsfach Platin für über sechs Millionen verkaufte Exemplare ausgezeichnet.

## Entstehungsgeschichte
1992 wurde Notorious B.I.G. von Sean Combs, zu dieser Zeit noch als „Puff Daddy“ bekannt, für Uptown Records unter Vertrag genommen. B.I.G. begann mit den Aufnahmen 1993 und machte sich durch Gastauftritte bei anderen Künstler einen Namen. Die ersten Lieder für sein Album waren sehr düster, der Rapgesang von Notorious B.I.G. noch sehr hoch. B.I.G. hatte bis dahin wenig Erfahrungen im Aufnahmeprozess eines Albums. Er benutzte anfangs ein Notizbuch, um letzte Reime und Verse aufzuschreiben. Auch fehlte es ihm an ausreichend Songmaterial. Als er etwa die Hälfte des Albums fertiggestellt hatte, wurde Sean Combs von der Plattenfirma aus seiner A&R-Stelle entlassen. Auch B.I.G.s Karriere stand damit auf dem Spiel. Zu dieser Zeit war Notorious B.I.G. weiterhin in den Drogenhandel verstrickt. 1994 lud ihn Sean Combs nach New York ein und nahm ihn auf seinem eigenen Label Bad Boy Entertainment unter Vertrag. Unter besseren Bedingungen konnten die Arbeiten fortgeführt werden.

## Produktion
Sean Combs arbeitete als Executive Producer an dem Album. Die eigentliche Produktion übernahm Hitmen Productions, ein Zusammenschluss namhafter Produzenten wie Pete Rock, DJ Premier und Lord Finesse. Das Album enthält zahlreiche Samples von Funk-, Soul- und anderen Hip-Hop-Künstlern. Aus dem Hip-Hop-Bereich befinden sich unter anderem Samples von bekannten Westcoast-Rappern wie Teilen der aufgelösten N.W.A, Lords of the Underground, sowie Onyx auf dem Album. Als Soul-Samples wurden Isaac Hayes Walk on By, die Isley Brothers und Kool & the Gang verwendet. Das Intro besteht aus Klassikern der schwarzen Musik. Das bekannte Titellied des Films Superfly von Curtis Mayfield, das oft als erste Rap-Single bezeichnete Rapper’s Delight der Sugar Hill Gang, der erste Hit des Duos Audio Two Top Billin, sowie Tha Shiznit von Snoop Dogg, bilden das Grundgerüst des Intros.

## Covergestaltung
Das Albumcover zeigt ein sitzendes Kind afroamerikanischer Abstammung. Es handelt sich um den damals 1-jährigen Keithroy Yearwood. Am oberen Bildrand steht the notorious BIG und im unteren Teil der Illustration befindet sich der Schriftzug readytodie. Der Hintergrund ist komplett in weiß gehalten.

## Titelliste
| #     | Titel                 | Zeit | Gastbeiträge           | Produzenten                                                    | Samples |
| ----- | --------------------- | ---- | ---------------------- | -------------------------------------------------------------- | --- |
| 1     | Intro                 | 3:24 |                        | Sean Combs for The Hitmen                                      | - Superfly von Curtis Mayfield - Rapper’s Delight von Sugarhill Gang - Top Billin’ von Audio Two - Tha Shiznit von Snoop Dogg |
| 2     | Things Done Changed   | 3:57 |                        | Dominic Owens/Kevin Scott                                      | - Summer Breeze von The Main Ingredient - California My Way von The Main Ingredient - Lil Ghetto Boy von Dr. Dre |
| 3     | Gimme the Loot        | 5:04 |                        | Easy Mo Bee                                                    | - Coldblooded von James Brown - Throw Ya Gunz von Onyx - What They Hittin’ Foe? von Ice Cube - Just to Get a Rep von Gang Starr - Scenario (Remix) von A Tribe Called Quest                                                           |
| 4     | Machine Gun Funk      | 4:16 |                        | Easy Mo Bee                                                    | - Something Extra von Black Heat - Up for the Down Stroke von Fred Wesley & The Horny Horns - Chief Rocka von Lords of the Underground                                                                                                |
| 5     | Warning               | 3:40 |                        | Easy Mo Bee                                                    | - Walk on By von Isaac Hayes |
| 6     | Ready to Die          | 4:24 |                        | Easy Mo Bee                                                    | - Singing in the Morning von The Ohio Players - Impeach the President von The Honey Drippers - Hospital Prelude of Love Theme von Willie Hutch - Ain’t No Half Steppin’ von Big Daddy Kane - Two to the Head von Kool G Rap & DJ Polo |
| 7     | One More Chance       | 4:43 | Total, Chucky Thompson | Sean Combs & Chucky Thompson for The Hitmen The Bluez Brothers | - Hydra von Grover Washington junior - Who’s Making Love? von Lou Donaldson |
| 8     | Fuck Me (Interlude)   | 1:31 | Lil’ Kim               | Sean „Puffy“ Combs for The Hitmen                              | – |
| 9     | The What              | 3:57 | Method Man             | Easy Mo Bee                                                    | – |
| 10    | Juicy                 | 5:03 | Total                  | Sean Combs for The Hitmen Poke                                 | - Juicy Fruit von Mtume |
| 11    | Everyday Struggle     | 5:19 |                        | The Bluez Brothers                                             | - Either Way von Dave Grusin |
| 12    | Me & My Bitch         | 4:00 | Sybil Pennix           | Sean Combs & Chucky Thompson for The Hitmen The Bluez Brothers | - Computer Love von Zapp |
| 13    | Big Poppa             | 4:13 |                        | Sean Combs & Chucky Thompson for The Hitmen                    | - Between the Sheets von The Isley Brothers |
| 14    | Respect               | 5:22 | Diana King             | Sean Combs for The Hitmen Poke                                 | - I Get Lifted von George McCrae |
| 15    | Friend of Mine        | 3:28 |                        | Easy Mo Bee                                                    | - Vicious von Black Mamba - Seventh Heaven von Gwen Guthrie - The Jam von Graham Central Station - Spirit of the Boogie von Kool & the Gang                                                                                           |
| 16    | Unbelievable          | 3:43 |                        | DJ Premier                                                     | - Remind Me von Patrice Rushen - Impeach the President von The Honey Drippers - The What von The Notorious B.I.G. - Your Body’s Callin’ von R. Kelly                                                                                  |
| 17    | Suicidal Thoughts     | 2:54 |                        | Lord Finesse                                                   | - Lonely Fire von Miles Davis |
| 18(*) | Who Shot Ya?          | 5:19 | Faith Evans            | Sean Combs & Nashiem Myrick for The Hitmen                     | - I’m Afraid the Masquerade Is Over von David Porter |
| 19(*) | Just Playing (Dreams) | 2:43 |                        | Rashad Smith                                                   | - Blues and Pants von James Brown |

(*) Die Titel 18 und 19 sind Bonussongs auf der Wiederveröffentlichung von 2004.

## Singles
Drei Lieder des Albums wurden als Singles ausgekoppelt. Die erste Single entstand zu dem Stück Juicy. Sie erschien am 8. August 1994 in den Vereinigten Staaten von Amerika. Im Jahr 2002 veröffentlichte der Hip-Hop-Musiker Eminem das Lied ein weiteres Mal auf seinem Sampler More Music from 8 Mile.
Ende Dezember 1994 folgte die zweite Single Big Poppa. Als dritte Single wurde das Musikstück One More Chance ausgewählt. Im Gegensatz zur Album-Version wird der Refrain auf der Single von Faith Evans gesungen. Des Weiteren ist die Musikerin Mary J. Blige an dem Lied beteiligt.

## Rezeption
| Professionelle Bewertungen | Professionelle Bewertungen |
| -------------------------- | -------------------------- |
| Kritiken                   |                            |
| Quelle                     | Bewertung                  |
| laut.de                    | [ 7 ]                      |
| Rolling Stone              | [ 8 ]                      |
| allmusic                   | [ 9 ]                      |
| RapReviews                 | [ 10 ]                     |

Ready to Die gilt bis heute als stilprägendes Meisterwerk des Hardcore-Raps. Im Jahre 2006 wurde es vom Time Magazine als eines der 100 wichtigsten Alben bezeichnet. Der Rolling Stone wählte das Album 2012 auf Platz 134 seiner Liste der 500 besten Alben aller Zeiten.
Beim Online-Magazin laut.de wurde das Album in der Kolumne Meilensteine rückblickend mit fünf von fünf möglichen Punkten bewertet. Die Rezensentin Dani Fromm schreibt, Ready to Die vollführe „einen bis dato beispiellosen Spagat zwischen der brutalen Realität auf den Straßen der weniger vom Glück geküssten Viertel New Yorks und der glitzernden, protzigen, lebensfrohen, aber auch oberflächlichen Welt des Showgeschäfts.“ Es sei „kompromisslos, trotzdem radiotauglich. Filmreif in Szene gesetzt, trotzdem grundehrlich. Hart, trotzdem catchy. Für die Hood und für den Massengeschmack.“
Für Mzee.com zeichnet vor allem „bedingungsloser Rap und mainstreamtauglicher Sound mit eingängigen Hooks“ das Album aus. Es gelte heute als „eines der stilprägendsten Alben der HipHop-Geschichte.“

## Kommerzieller Erfolg

### Chartplatzierungen
Ready to Die stieg in den USA auf Platz 15 ein, hielt sich 97 Wochen in den Charts. Das Album stellte damit den ersten großen Erfolg eines Hip-Hop-Künstlers der Ostküste der Vereinigten Staaten dar. In Europa hielt sich der kommerzielle Erfolg in Grenzen. Das Album konnte zehn Jahre nach der ursprünglichen Veröffentlichung als Neuauflage in die französischen Top 200-Charts einsteigen. Dort belegte Ready to Die Position 118. Im Jahr 2021 erreichte es nach erneuter Wiederveröffentlichung in Deutschland Platz 24.

### Auszeichnungen für Musikverkäufe
Ready to Die wurde für mehr als sechs Millionen verkaufte Exemplare in den USA mit 6-fach-Platin ausgezeichnet.
| Land/Region                  | Auszeichnungen für Musikverkäufe (Land/Region, Auszeichnung, Verkäufe) | Verkäufe  |
| ---------------------------- | ---------------------------------------------------------------------- | --------- |
| Dänemark (IFPI)              | Gold                                                                   | 10.000    |
| Kanada (MC)                  | 3× Platin                                                              | 300.000   |
| Neuseeland (RMNZ)            | 2× Platin                                                              | 30.000    |
| Vereinigte Staaten (RIAA)    | 6× Platin                                                              | 6.000.000 |
| Vereinigtes Königreich (BPI) | Platin                                                                 | 300.000   |
| Insgesamt                    | 1× Gold · 12× Platin ·                                                 | 6.640.000 |